# Dynamo Mohylów Podolski
Dynamo Mohylów Podolski (ukr. Футбольний клуб «Динамо» Могилів-Подільський, Futbolnyj Kłub "Dynamo" Mohyliw-Podilśkyj)  - ukraiński klub piłkarski z siedzibą w Mohylowie Podolskim.

## Historia
Chronologia nazw:
- ???—...: Dynamo Mohylów Podolski (ukr. «Динамо» Могилів-Подільський)

Piłkarska drużyna Dynamo została założona w mieście Mohylów Podolski.
W 1938 zespół występował w rozgrywkach Pucharu ZSRR.

## Inne
- Nywa Winnica